# Tavira
Tavira – gmina i miasto w południowej Portugalii, w regionie Algarve, podregionie Algarve, dystrykcie Faro. Zlokalizowana nad rzeką Gilão (inna nazwa Séqua), niedaleko jej ujścia do Oceanu Atlantyckiego. Siedzibą władz gminy Tavira jest miasto Tavira. Na południe od miasta znajduje się wyspa Tavira.
Gmina zajmuje powierzchnię 606,97 km², a według danych na dzień 30 czerwca 2011 zamieszkiwało ją 26 571 osób. Na terenie gminy, zlokalizowane jest jedno miasto:
- Tavira – prawa miejskie od 16 marca 1520, zajmuje powierzchnię 147,99 km², miasto jest tworzone przez związek sołectw (União das Freguesias de Tavira), utworzony w 2013 z połączenia dwóch sołectw: Santa Maria i Santiago), w 2011 liczyła 15 133 mieszkańców.

## Sołectwa

Mapa gminy Tavira z aktualnym podziałem na sołectwa.

Do 2012 gmina Tavira była podzielona na 9 sołectw (port. freguesias), jako jednostek administracyjnych niższego rzędu.
W 2013 doszło do połączenia sołectw: Conceição i Cabanas de Tavira w związek sołectw o nazwie Conceição e Cabanas de Tavira, sołectw: Luz de Tavira i Santo Estêvão w związek sołectw o nazwie Luz de Tavira e Santo Estêvão oraz sołectw: Santa Maria i Santiago w związek sołectw o nazwie Tavira (Santa Maria e Santiago) - tworzących miasto Tavira - dlatego obecnie ich liczba wynosi 6. Są to:
- Cachopo
- Santa Catarina da Fonte do Bispo
- Santa Luzia
- Conceição e Cabanas de Tavira
- Luz de Tavira e Santo Estêvão
- Tavira (Santa Maria e Santiago) (miasto Tavira)

## Liczba mieszkańców
| Liczba ludności gminy Tavira w latach 1864 – 2011 | Liczba ludności gminy Tavira w latach 1864 – 2011 | Liczba ludności gminy Tavira w latach 1864 – 2011 | Liczba ludności gminy Tavira w latach 1864 – 2011 | Liczba ludności gminy Tavira w latach 1864 – 2011 | Liczba ludności gminy Tavira w latach 1864 – 2011 | Liczba ludności gminy Tavira w latach 1864 – 2011 | Liczba ludności gminy Tavira w latach 1864 – 2011 | Liczba ludności gminy Tavira w latach 1864 – 2011 | Liczba ludności gminy Tavira w latach 1864 – 2011 | Liczba ludności gminy Tavira w latach 1864 – 2011 | Liczba ludności gminy Tavira w latach 1864 – 2011 | Liczba ludności gminy Tavira w latach 1864 – 2011 | Liczba ludności gminy Tavira w latach 1864 – 2011 | Liczba ludności gminy Tavira w latach 1864 – 2011 |
| ------------------------------------------------- | ------------------------------------------------- | ------------------------------------------------- | ------------------------------------------------- | ------------------------------------------------- | ------------------------------------------------- | ------------------------------------------------- | ------------------------------------------------- | ------------------------------------------------- | ------------------------------------------------- | ------------------------------------------------- | ------------------------------------------------- | ------------------------------------------------- | ------------------------------------------------- | ------------------------------------------------- |
| 1864                                              | 1878                                              | 1890                                              | 1900                                              | 1911                                              | 1920                                              | 1930                                              | 1940                                              | 1950                                              | 1960                                              | 1970                                              | 1981                                              | 1991                                              | 2001                                              | 2011                                              |
| 19 494                                            | 21 842                                            | 24 166                                            | 25 392                                            | 26 755                                            | 24 824                                            | 27 786                                            | 28 972                                            | 30 632                                            | 27 798                                            | 22 900                                            | 24 615                                            | 24 857                                            | 24 997                                            | 26 167                                            |

## Miasta partnerskie
- Łańcut